# 二叔丁基碳二亚胺
二叔丁基碳二亚胺是一种有机化合物，化学式为C9H18N2，它可以N,N'-二叔丁基硫脲为原料合成得到。

## 反应
二叔丁基碳二亚胺在三氟甲磺酸锌或三甲基铝催化下，可以和苯胺反应，生成N,N'-二叔丁基-N''-苯基胍。它和草酰氯在二氯甲烷中反应，可以得到2,2-二氯-1,3-二叔丁基-4,5-咪唑烷二酮。